# Scopula stenoptera
Scopula stenoptera là một loài bướm đêm trong họ Geometridae.